# Samuel Klein

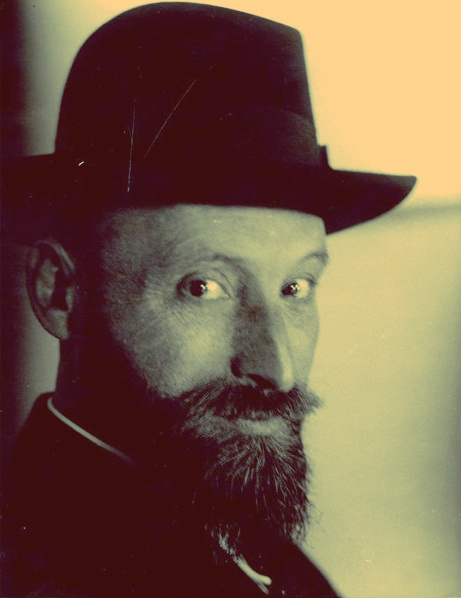
Samuel Klein, späte 1930er Jahre

Samuel Klein (שמואל קליין, geboren 17. November 1886 in Szilas-Balhás, Ungarn; gestorben 22. April 1940 in Jerusalem) war ein österreichisch-ungarischer Rabbiner, Palästinaforscher, Historiker und Philologe. Er hatte seit 1929 im damaligen britischen Mandatsgebiet Palästina den Lehrstuhl für historische Landeskunde der Hebräischen Universität Jerusalem inne.

## Leben
Der Sohn des Rabbiners Abraham Zwi Klein besuchte die jüdische Elementarschule seines Heimatorts und das staatliche Gymnasium in Budapest, parallel dazu die von Wilhelm Bacher geleitete Talmud-Tora-Schule. Von 1906 bis 1909 studierte er in Berlin, er war eingeschrieben an der Hochschule für die Wissenschaft des Judentums und an der Friedrich-Wilhelms-Universität. Am orthodoxen Rabbinerseminar weckten Kurse von Hirsch Hildesheimer sein Interesse für landeskundliche Fragen. 1908 bereiste er Palästina mit einem Stipendium der Gesellschaft zur Förderung der Wissenschaft des Judentums. 1909 wurde er an der Universität Heidelberg mit einer Arbeit über Geographie und Geschichte Galiläas promoviert. Im gleichen Jahr wurde er zum orthodoxen Rabbiner ordiniert. Seine erste Gemeinde war in Dolnja Tugla (Bosnien). 1913 wählte ihn die Gemeinde von Érsekújvár (bis 1918 zu Ungarn gehörig) zum Oberrabbiner. Während des Ersten Weltkriegs war er österreichisch-ungarischer Militärrabbiner, betreute aber weiterhin seine Gemeinde in Érsekújvár, wofür er regelmäßig freigestellt wurde.
Das von Klein erarbeitete Jüdisch-Palästinische Corpus Inscriptionum erschien 1920 in Wien und Berlin; 1923 begründete er eine neue Serie von Monographien mit dem Titel Palästina-Studien, die bis 1934 erschien. Chaim Weizmann und andere führende Zionisten hielten Klein aufgrund seiner Publikationen zur jüdischen Geschichte Palästinas für ideal geeignet, den Lehrstuhl für Landeskunde an der Hebräischen Universität zu übernehmen. Noch vor der offiziellen Eröffnung der Universität erhielt er deshalb 1924 die Einladung, Landeskunde in Jerusalem zu unterrichten. Nachdem er zwischenzeitlich am Institut für Jüdische Studien in Wien als Dozent tätig gewesen war, wanderte er 1929 ins damalige britische Mandatsgebiet Palästina ein und hatte fortan bis zu seinem Tod den Lehrstuhl für historische Landeskunde inne. An seiner neuen Wirkungsstätte war Klein jedoch dadurch eingeschränkt, dass er Arabisch nicht beherrschte (was für die Geschichte von Ortsnamen in Palästina hilfreich gewesen wäre) und sich mit Archäologie neu vertraut machen musste. Er konzentrierte sich in seinen Arbeiten daher auf hebräische und aramäische Literatur. Die Palästinakunde galt als „das zionistischste Fach innerhalb der Jüdischen Studien an der Hebräischen Universität“ und wurde von der jüdischen Öffentlichkeit seinerzeit stark beachtet. Seit 1932 war Klein Präsident der Jewish Palestine Exploration Society, aus der nach 1948 die Israel Exploration Society hervorging. Mit 53 Jahren erlag Samuel Klein einem Herzinfarkt.
Samuel Klein war verheiratet; die Ehe blieb kinderlos.

## Lehre
In seiner Dissertation führte Klein eine Ausarbeitung von Adolf Büchler weiter, der die These vertreten hatte, dass die 24 jüdischen Priesterklassen bis zur Zerstörung des Zweiten Tempels im Jahr 70 n. Chr. zu einem großen Teil in Jerusalem und Jericho sowie einigen von ihm identifizierten Priesterdörfern nahe Jerusalem wohnten, mit der einzigen Ausnahme von Sepphoris in Galiläa, wo insbesondere vornehme Priester lebten. Samuel Klein zog rabbinische Literatur der Spätantike dafür heran, dass die überlebenden Mitglieder der Priesterfamilien nach dem Jahr 70 und verstärkt nach dem Bar-Kochba-Aufstand ins ruhigere Galiläa übersiedelten. Er wertete eine von ihm ins 9. Jahrhundert datierte synagogale Dichtung des Elasar ha-Qallir dafür aus, dass sich in Galiläa im 2./3. Jahrhundert Priesterdörfer neu etablierten, die den 24 Priesterklassen zugeordnet waren. Einer dieser Orte war demnach Jotapata, ein weiterer Nazareth.
Mit dem Hinweis auf durchgängige jüdische Besiedlung des Ostjordanlandes lehnte Klein die Abtrennung Transjordaniens vom britischen Mandatsgebiet Palästina ab. Seine politischen Stellungnahmen waren vor seiner Alija dezidierter als danach. Als Professor für historische Landeskunde in Jerusalem gab Klein die Buchreihe Sefer ha-yishuv heraus, die sich mit der ununterbrochenen Verbundenheit des Judentums mit dem Land Israel von der Antike bis in die Gegenwart befasste und insofern einen anderen Standpunkt bezog als die traditionell biblisch fokussierte Palästinakunde christlicher Autoren. Über die emotionale Kontaktnahme mit der Landschaft Palästinas hinausgehend, die auf damals populären Exkursionen von Aktivisten wie Shmarya Guttman vermittelt wurde, leisteten Kleins Arbeiten einen Beitrag zur Verbindung zwischen Nation und Land, die damit wissenschaftlich abgesichert und fest verankert wurde.

## Veröffentlichungen (Auswahl)
- Beiträge zur Geographie und Geschichte Galiläas. Haupt, Leipzig 1909. (Digitalisat) Unter dem Titel Barajta der vierundzwanzig Priesterabteilungen 1909 als Inaugural-Dissertation vorgelegt.
- Jüdisch-palästinisches Corpus Inscriptionum: Ossuar-, Grab- u. Synagogeninschriften. Löwit, Wien und Berlin 1920 (Digitalisat), Nachdruck: Gerstenberg, Hildesheim 1971.
- Hebräische Ortsnamen bei Josephus. In: Monatsschrift für Geschichte und Wissenschaft des Judentums 59 (N. F. 23), Heft 7/9 (Juli/September 1915), S. 156–169.
- Zur Geographie Palästinas in der Zeit der Mischna. In: Monatsschrift für Geschichte und Wissenschaft des Judentums 61 (N. F. 25), Heft 4/6 (April/Juni 1917), S. 133–149.
- Zur Ortsnamenkunde Palästinas. In: Monatsschrift für Geschichte und Wissenschaft des Judentums 64 (N. F. 28), Heft 4/6 (April/Juni 1920), S. 123–131.
- Neue Beiträge zur Geschichte und Geographie Galiläas (= Palästina-Studien. Heft 1). Menorah, Wien 1923. (Digitalisat)
- Das tannaitische Grenzverzeichnis Palästinas. In: Hebrew Union College Annual 5 (1928), S. 197–259.
- Targumische Elemente in der Deutung biblischer Ortsnamen bei Hieronymus. In: Monatsschrift für Geschichte und Wissenschaft des Judentums 83 (N. F. 47) (Januar/Dezember 1939), S. 132–141.